# 4-Hidróxi-tetraidrodipicolinato redutase
Em enzimologia, uma 4-hidróxi-tetraidrodipicolinato redutase (EC 1.17.1.8) é uma enzima que catalisa a reação química
(S)-2,3,4,5-tetraidropiridina-2,6-dicarboxilato + NAD(P)+ + H2O {\displaystyle \rightleftharpoons } (2S,4S)-4-hidróxi-2,3,4,5-tetraidrodipicolinato + NAD(P)H + H+
É abreviada na literatura em inglês como DapB, de diidrodipicolinato redutase.
Os 3 substratos dessa enzima são (S)-2,3,4,5-tetraidropiridina-2,6-dicarboxilato, NAD+ ou NADP+ e H2O, enquanto seus 3 produtos são (2S,4S)-4-hidróxi-2,3,4,5-tetraidrodipicolinato, NADH ou NADPH e H+.
Essa enzima participa na biossíntese da lisina.

## Nomenclatura
Esta enzima pertence à família das oxidorredutases, especificamente aqueles que atuam sobre grupos CH ou CH2 com NAD+ ou NADP+ como aceitador.  O nome sistemático desta classe de enzima é (S)-2,3,4,5-tetraidropiridina-2,6-dicarboxilato:NAD(P)+ 4-oxidorredutase. Outros nomes de uso comum incluem:
- diidrodipicolinato redutase,
- ácido diidrodipicolínico redutase, e
- 2,3,4,5-tetraidrodipicolinato:NAD(P)+ oxidorredutase.